# 에콰도르의 대통령

에콰도르의 대통령 깃발

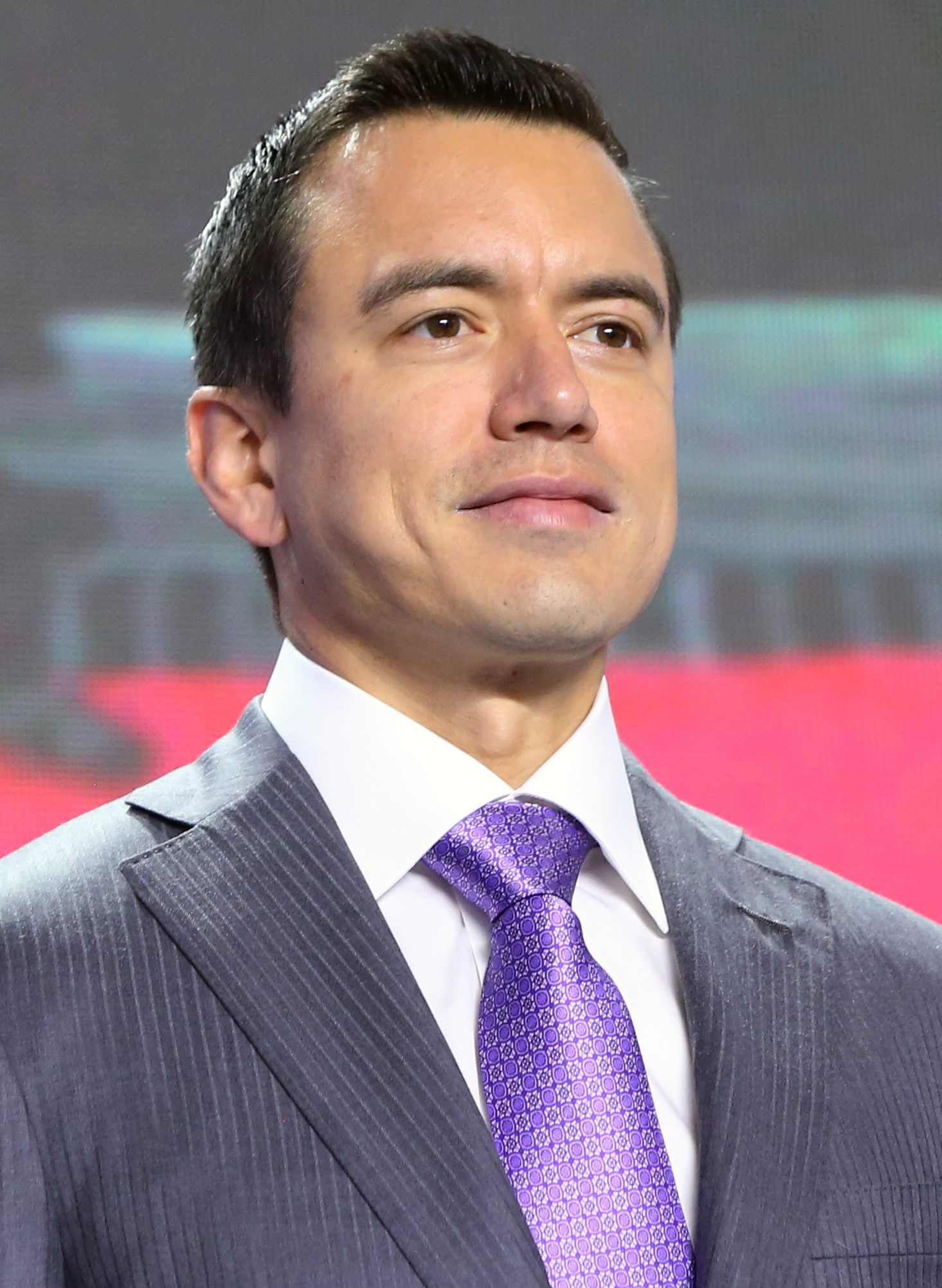
현재 에콰도르의 대통령인 다니엘 노보아

에콰도르의 대통령은 에콰도르의 국가 원수이자 정부 수반, 실권자이다. 에콰도르는 1830년부터 현재까지 대통령제를 실시하고 있으며, 부통령이 존재하며 임기는 4년 중임제이고 1번 중임은 가능하며 최대 임기는 8년이다.